# Traidersdorf
Traidersdorf ist ein Gemeindeteil der Stadt Bad Kötzting im Oberpfälzer Landkreis Cham. Bis 1971 bildete es eine selbstständige Gemeinde. 

## Lage
Das Dorf liegt im Bayerischen Wald, sechs Kilometer südöstlich von Bad Kötzting. Neben dem locker bebauten Kernort gibt es im Radius von einigen hundert Metern noch mehrere abgesetzte Einzelanwesen. Mit dem benachbarten Ortsteil Steinbühl ist es baulich verbunden.
Traidersdorf und seine ehemaligen Ortsteile liegen im Zeller Tal, das im Nordosten vom Kaitersberg begrenzt wird. Ein von Norden kommender Quellbach des Gruberbaches durchquert, teils verrohrt, den Ort. 
Die Staatsstraße 2132 von Bad Kötzting nach Regen führt ebenfalls hindurch.

## Geschichte
Die bis zur Gemeindegebietsreform der 1970er bestehende Gemeinde Traidersdorf gehörte zum niederbayerischen Landkreis Kötzting. Sie bestand aus folgenden Gemeindeteilen:
| - Bärndorf - Bonried - Buchberg bei Wettzell - Gehstorf - Himmelreich | - Höfing - Kieslau - Steinbühl - Traidersdorf - Wölkersdorf |

Am 1. Oktober 1971 wurde sie in die Gemeinde Kötzting eingegliedert.

## Einrichtungen
Im Jahr 1878 wurde die Freiwillige Feuerwehr Traidersdorf gegründet und im Jahr 1990 das heutige Feuerwehrhaus eingeweiht.